# Jon Božič
Pour les articles homonymes, voir Božič.
Jon Božič, né le 16 novembre 1996 à Dolenji Suhadol (en), est un coureur cycliste slovène.

## Palmarès et résultats

### Palmarès par année
- 2013
  - 2e du championnat de Slovénie du contre-la-montre juniors
- 2014
  -  Champion de Slovénie du contre-la-montre juniors
- 2015
  -  Champion de Slovénie du contre-la-montre espoirs
  - 2e du championnat de Slovénie du contre-la-montre
- 2018
  - North Cyprus Cycling Tour :
    - Classement général
    - 1re étape
- 2019
  - Memorijal Stjepan Grgac

### Classements mondiaux
| Année           | 2017   | 2018 | 2019   |
| --------------- | ------ | ---- | ------ |
| UCI Europe Tour | 1 895e |      | 1 415e |